# 撹上宏光
撹上 宏光（かくあげ ひろみつ、1990年9月14日 - ）は、日本の元陸上競技選手。福島県いわき市出身。いわき総合高校、駒澤大学卒業。コニカミノルタに所属していた。専門は、長距離種目。身長170cm 体重48kg。

## 来歴・人物
東洋大学出身で富士通に所属する柏原竜二はいわき総合高校の1学年先輩にあたる。
中学時代はバスケットボール部に所属しており、陸上を本格的に始めたのは高校時代から。当時は柏原と同じく全国高校駅伝への出場経験がなく無名だった。
高校卒業後は駒澤大学に進学。1年時から駅伝のメンバーに入り、第41回全日本大学駅伝では5区で区間4位・2人抜きの走りを見せたがチームは7位に終わった。第86回箱根駅伝では当日エントリー変更で7区を任され区間4位・2人抜きの力走。チームの復路優勝・総合2位に貢献した。
2年時からはチームの主力となる。第22回出雲駅伝では1区を任されたがトップと30秒以上差をつけられる区間8位、チームも優勝争いに絡めず総合3位に終わる。第42回全日本大学駅伝でも1区を任されたが、またもトップと30秒以上差をつけられ区間5位に終わる。第87回箱根駅伝では華の2区を務めるも、3位から10位に後退する苦しい走りで区間10位に終わった。
3年時には2011年夏季ユニバーシアードにハーフマラソン日本代表として出場。個人としては4位入賞し、団体戦では金メダルを獲得した。同年6月にはホクレンディスタンスチャレンジ深川大会10000mに出場。1学年後輩の油布郁人と共に、従来の駒大記録を上回る好走を見せた(記録:28分03秒27)。
第23回出雲駅伝では3区区間6位。第43回全日本大学駅伝では2年連続で1区を務め、トップと4秒差の区間3位と好走を見せた。撹上の走りで流れに乗った駒大は2区の村山謙太でトップに立つとそのまま独走。3年ぶり9回目の優勝を果たした。第88回箱根駅伝では全日本に続き1区を任され、トップと24秒差の区間3位。チームに良い流れを作ったが往路4位・総合2位に終わった。
4年時は駅伝主将に就任。目標に「打倒東洋」を掲げた。第24回出雲駅伝では1区を務めるもトップと37秒差の区間11位と振るわず。チームは徐々に順位を上げたものの5位に終わる。試合後に監督の大八木弘明から「1区・2区ですべてが終わったろ。まあそんなもんよ、駅伝ていうのは。だから粘り強さがない。あまりにも悪すぎる、1区・2区・3区があれじゃ話にならない。」と叱責された。第44回全日本大学駅伝は3年連続で1区を務めたが、10km過ぎに飛び出した東洋大・田口雅也につくことができず、トップの田口と17秒差の区間6位。その後チームはアンカーの窪田忍が東洋大・服部勇馬を13kmで逆転し全日本連覇を果たしたが、撹上は窪田の激走を目にして涙を流し、「今までずっと窪田ばかりに頼り過ぎてごめんな 本当に」と謝った。第89回箱根駅伝は7区を予定していたが、元日に体調を崩しノロウイルスの診断を受け欠場。撹上の欠場で大幅な区間配置変更を余儀なくされた駒大は往路9位・総合3位に終わった。
大学卒業後はコニカミノルタに入社したが、トラックでは5000mの自己ベスト更新に留まり、ニューイヤー駅伝も走ることはできなかった。
2017年4月3日、2016年度をもってコニカミノルタ陸上競技部を退部することが発表された。

## 自己ベスト
- 5000m：13分32秒22  (2013年)
- 10000m：28分03秒27  (2011年)
- ハーフマラソン :1時間01分56秒  (2012年)